# Ranzania laevis
 (juillet 2022).
Si vous disposez d'ouvrages ou d'articles de référence ou si vous connaissez des sites web de qualité traitant du thème abordé ici, merci de compléter l'article en donnant les références utiles à sa vérifiabilité et en les liant à la section « Notes et références ».
Ranzania · Poisson-lune tronqué, Ranzania
Genre
Espèce
Synonymes
- Cephalus cocherani Traill, 1832[1]
- Cephalus elongatus Risso, 1827[1]
- Cephalus oblongus Shaw, 1804[1]
- Diodon dimidiatus Walbaum, 1792[1]
- Orthragoriscus battarae Ranzani, 1839[1]
- Orthragoriscus oblongus Bloch & Schneider, 1801[1]
- Orthragus oblongus Rafinesque, 1810[1]
- Ostracion boops Richardson, 1845[1]
- Ostracion laevis Pennant, 1776[1]
- Ranzania makua Jenkins, 1895[1]

Ranzania laevis, unique représentant du genre Ranzania, est une espèce de poissons marins de la famille des Molidae. En français, il porte les noms vernaculaires de Poisson-lune tronqué et Ranzania.

## Répartition
Ranzania laevis est une espèce se rencontrant dans tous les océans du monde aux latitudes comprises entre 71°N et 55°S et aux profondeurs comprises entre 1 et 140 m. 

## Description
Ranzania laevis peut atteindre 100 cm de longueur totale.

## Découverte
Le premier spécimen sud-australien a été trouvé à Aldinga en 1944.[réf. nécessaire]